# 国鉄キハ65形気動車
キハ65形気動車（キハ65がたきどうしゃ）は、1969年（昭和44年）から1972年（昭和47年）にかけて日本国有鉄道（国鉄）が製造した急行形気動車（ディーゼル動車）である。

## 概要

### 開発の経緯
国鉄では1961年から急行列車用にキハ58系気動車の大量製造を行った。このグループにおいては1960年代中期以降、冷房装置の搭載が本格化した。
しかし、キハ58系は走行用のDMH17Hディーゼルエンジンが低出力であるという根本的問題を抱えており、急勾配線区で運用される際には、走行用エンジンと冷房電源供給エンジン双方の基数確保という相反する制約にともなう、走行出力不足の問題が顕著となった。
- 詳細は国鉄キハ58系気動車#改造による問題点を参照のこと

この問題に対応するため、勾配路線へ充当されるキハ58系急行列車編成に増結してブースター的な役割を与えるに足る走行出力を確保し、かつ発電エンジンを搭載して冷房用電源確保の問題を解決する目的で、試作車のキハ91形を基本に開発されたのが本形式である。

### 車体構造
基本的にはキハ58系の構造を踏襲するが、設計上は同時期に開発・製造された12系客車と共通点が多い。
- 客室側窓はキハ58系の一段上昇式ではなく、キハ91形と同様に上段下降・下段上昇式のユニット窓とした。
- キハ91形と同じく1台車2軸駆動の仮想心皿方式空気ばね台車を装着するため、客用扉をキハ58系と同様に引戸とした場合、枕ばねに用いる空気ばねの車体側の受け座が戸袋と干渉する障害があった。対策として戸袋が不要な折戸や外吊り戸などとする必要があり、本形式ではキハ181系や12系客車と同様に2枚式折戸を採用した。
- 車両限界をフルに活かすため、車体端部の面取り（絞込み）や雨樋の位置がキハ58系から設計変更された[注 1]。窓構造の変更とも相まって、キハ58系での特徴的外見である広い幕板の張り上げ屋根構造が廃された。

### 車内設備
冷房装置は当初から屋根上にAU13A形分散式冷房装置を7基搭載する。このためベンチレーター設置は省略された。
トイレと洗面所設備は省略された。実際の運用においては、全車にトイレと洗面所を備えたキハ58系との混結が前提であったことによる構造簡略化・軽量化のための措置である。ただし定員はキハ58系と変わらず、空いた空間を活用することでシートピッチが12系客車と同等の1,580 mmに拡大された。

### 主要機器
床下に過給器付きの水平対向12気筒30リッターDML30HSDディーゼルエンジン（連続定格出力500 PS / 1,600 rpm・最大出力590 PS / 2,000 rpm）1基と、自車を含め3両分の冷房電源を供給できる発電セットとしてダイハツ製4VK型ディーゼルエンジン + DM83A型発電機1基を搭載する。
液体変速機は1段3要素型のDW4形であるため0 - 8 km/h付近の引張力は3段6要素型変速機を持つキハ58形を下回るが、それ以上の速度域や直結段ではその大出力から来る強い引張力が発揮される。
ラジエーターは、先行したDML30系機関搭載車のキハ91形やキハ181系では高速運転を念頭にコストダウンのため屋上搭載の自然冷却式放熱器が採用されたが、速度の下がる山岳区間で放熱効率の悪さが災いして過熱によるオーバーヒートを招く原因となったことから、本形式は在来型気動車と混結したダイヤでの運用を行うため、車輌火災対策としてコスト増になるものの床下ラジエーターを機関直結ファンで強制冷却する在来の方式を採用した。
台車はディスクブレーキを装着する2軸駆動のDT39形と付随台車のTR218形（最終増備車の80 - 86は改良型となるDT39A形・TR218A）である。
- 本台車はキハ90系用DT35形・DT36形・TR205形の系譜に連なる延長リンク形軸箱支持機構を備える仮想心皿式空気ばね台車で、台車2軸駆動化でボルスタ（枕梁）が位置的に推進軸に干渉するためボルスタレスとし、車体と台車間を直接ダイヤフラム形空気ばねで支え、牽引力は台車から、直角クランクピンとボルスタアンカーによるリンク連結を介して車体に伝達する構造を持つ。
- 延長リンク形軸箱支持機構は軸箱について軸方向の支持剛性が低いという問題を抱えており、最高速度95 km/hとされた通常の本形式ではそのまま使用されたが、後年電車牽引や機関換装で110 - 120 km/h運転を行うようになった車両ではペデスタルによるウイングばね式軸箱支持機構を採用した新設計台車枠への新製交換を実施した。

ブレーキシステムも台車と同様に2軸駆動機構との干渉を避けるべく台車シリンダー方式が採用された。このためキハ58系のDAE系電磁自動空気ブレーキに中継弁を付加したDARE1中継弁付き電磁自動空気ブレーキが搭載された。
また従来からのキハ58系と混結運用となることから、ジャンパ連結器は直流24 V電源による総括制御用KE53形2基を、ブレーキ回路制御用KE67形1基を、冷房装置制御用KE53形1基を、高圧電源供給用KE8形1基をそれぞれ両渡り構造で装備する。

### 番号区分
試作車両のキハ91系をベースとしながら、1969年から1972年にかけて暖地仕様の0番台（1 - 86）および寒地仕様の500番台（501 - 518）の合計104両が新潟鐵工所・富士重工業・日本車輌製造で製造された。電化の進展による特急電車の増発で気動車急行列車の減少が予測されたため、同時期に製造された他の気動車同様に製造数は少ない。
| 製造次 | 番台区分 | 0番台   | 500番台   | 予算名目          |
| 製造次 | 製造所   | 0番台   | 500番台   | 予算名目          |
| ------ | -------- | ------- | --------- | ----------------- |
| 1次車  | 新潟     | 1 - 4   |           | 昭和43年度4次債務 |
| 1次車  | 富士     | 5 - 6   |           | 昭和43年度4次債務 |
| 1次車  | 日車     | 7 - 10  |           | 昭和43年度4次債務 |
| 2次車  | 富士     | 11 - 13 | 501 - 507 | 昭和43年度5次債務 |
| 3次車  | 日車     | 14 - 28 |           | 昭和44年度2次債務 |
| 4次車  | 新潟     | 29 - 40 |           | 昭和44年度3次債務 |
| 4次車  | 富士     | 41 - 50 |           | 昭和44年度3次債務 |
| 4次車  | 日車     | 51 - 63 | 508 - 513 | 昭和44年度3次債務 |
| 5次車  | 日車     | 64 - 73 |           | 昭和45年度1次債務 |
| 6次車  | 日車     | 74 - 79 | 514 - 518 | 昭和45年度2次債務 |
| 7次車  | 日車     | 80 - 86 |           | 昭和46年度本予算  |

## 運用

### 国鉄時代
全車が東海・信州以西に配置されており、東北・関東地区への配置はなかったが、中央本線の急行列車で新宿駅までの定期運用は持っていた。
当初0番台は四国・九州地区へ集中投入となり、後に西日本地区にも配置された。
500番台は、当時グリーン車にまで走行用エンジン2基搭載のキロ58形が投入されるほど過酷な運用条件にあった中央本線急行「アルプス」「きそ」（および「八ヶ岳」等の併結列車で小海線全線や大糸線非電化区間の糸魚川駅まで）の冷房化用に松本運転所（現・松本車両センター）ならびに長野運転所（現・長野総合車両センター）に配置された。しかし、松本運転所所属車は1975年3月10日国鉄ダイヤ改正で充当列車の165系電車化に伴い、また長野運転所所属車も特急化・電車化で徐々に名古屋機関区（現・名古屋車両区）をはじめ西日本・九州地区へ転出となり、関西本線・山陰本線・高山本線などで運用された。
1980年代になると急行列車が大幅に削減され、本形式は多くがローカル線の普通列車用として転用された。その一例として、四国地区では高松運転所に集中配置され急行運用に投入されていたが、1986年からキハ185系が新製配置され特急が増発された結果、一部車両は徳島気動車区（現・徳島運転所）に転属となり高徳本線・牟岐線・徳島本線の急行・普通列車で運用された。

### 分割民営化後
1987年の国鉄分割民営化では、東海旅客鉄道（JR東海）・西日本旅客鉄道（JR西日本）・四国旅客鉄道（JR四国）・九州旅客鉄道（JR九州）の西側4社に全車104両が継承された。
多気筒高出力エンジンによる走行出力の余裕を買われ、JR移行前後からジョイフルトレインや特定列車用に特化させる大規模な改造を施工した車両も存在する一方で、急行列車削減ならびに老朽化が進行。またスペースに制約のある気動車の床下にV型12気筒エンジンを搭載した本形式は保守点検では煩雑になりやすく、高出力が不要な平坦な路線での運用には過剰性能な面もあった。さらにトイレを装備せず片運転台であるため単行運転ができない点、キサハ34形と同様に折戸であるため通勤車化改造が困難であった点、少数形式で保守部品の調達が困難な点も運用面や整備面での制約となった。これらの背景から比較的早期に淘汰が進み、1990年代後半からは急速に廃車が進行した。

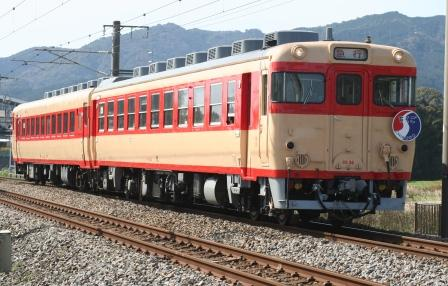
キハ65 36

最後まで運用されたのはJR九州である。同社には0・500番台が継承されたが、一部はJR四国からの譲渡車が含まれる。
0番台の最終在籍車は大分車両センター所属の36であり、同車は1989年にJR四国から譲渡されたものである。またJR四国時代には座席をバケット式固定クロスシートに換装されたものの車体はほぼ原形を維持していた。2003年にトロッコ列車「TORO-Q」用に改装され運用に充当されたが、2013年までに廃車となった。
- 詳細については後述の#JR九州を参照のこと。

500番台の最終在籍車はラストナンバーの518。1978年に新製配置された長野運転所から517と共に竹下気動車区（現・南福岡車両区竹下車両派出）へ転入。のちに両車は直方気動車区（現・筑豊篠栗鉄道事業部直方車両センター）へ1年ほど在籍し、さらに長崎運転所へ再転出しシーサイドライナー運用にも充当された。
517は2001年のキハ66系ならびにキハ200系が長崎車両センター転入による余剰で2002年に廃車。518は熊本運転所へ転出となりシーサイドライナー色のままで急行「くまがわ」や三角線普通列車運用に充当された。「くまがわ」の特急格上げにより運用離脱となり2005年に廃車になった。
国鉄急行型気動車のうちキハ58系は、分割民営化後に余剰老朽化による廃車の一部が海外に譲渡されており、JR西日本からはタイ国鉄およびミャンマー国鉄に、JR東日本からはミャンマー国鉄およびロシア連邦運輸通信省サハリン鉄道局に譲渡されたが、本形式は日本国外への譲渡車両は存在していない。

## 改造車
前述のように国鉄時代末期から大規模な改造を受けた車両が多く存在する。本項では改造施工を行った会社別に解説を行う。ジョイフルトレインへの改造車は後述する。

### JR東海の改造車

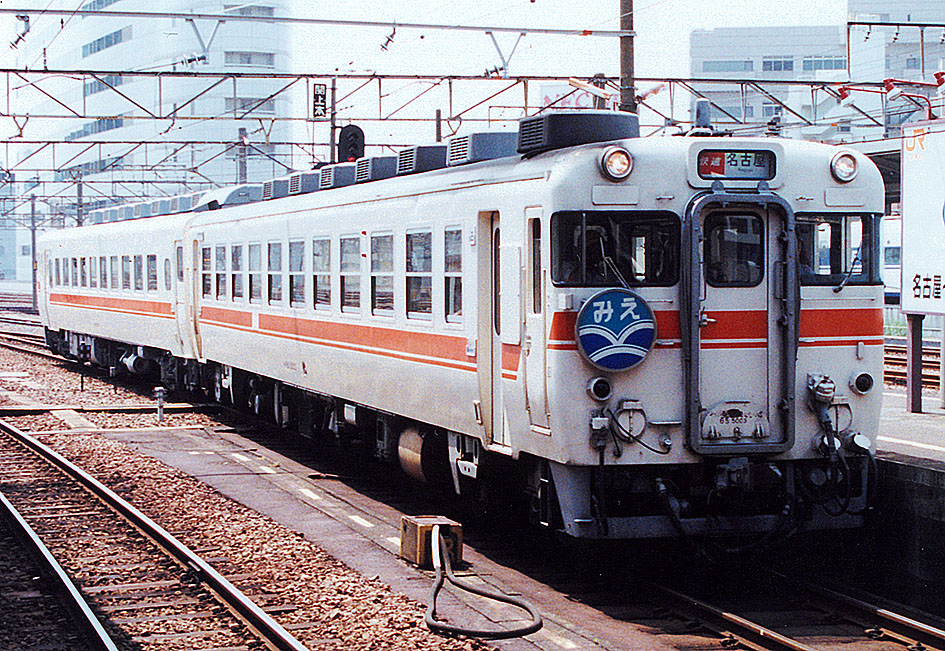
キハ65 5003

「かすが」「みえ」用改造車
塗装をクリームにオレンジラインのJR東海色へ変更。
1989年に1両が急行「かすが」用にキハ58形とともに座席をリクライニングシートに交換し、原番+5000に改番された。
1991年快速「みえ」の一部で110 km/h運転を行うため、3両が台車枠を交換しC-DT39C形・C-TR218C形となり、キハ58形とともに室内の座席はリクライニングシートに交換され5000番台に区分された。このため5508は3001に再度改番。
2001年にキハ75形に置換えられ廃車。番台区分が消滅した。
- キハ65 508→キハ65 5508→キハ65 3001
- キハ65 504・505・507→キハ65 5001・5002・5003

### JR西日本の改造車
急行「砂丘」用改造車
「砂丘」に運用されるキハ58形やキロハ28形とともに座席をリクライニングシートに交換し、塗装はホワイトとエメラルドに紫系のラインに変更する改造がキハ65 3・42・68・80の4両に施工された。
走行機器は全く改造されておらず、最高速度は85 km/hのままである。
編成を組むキハ58形が7200番台に改番を行ったのに対し、こちらは改造後も原番号のままであった。1997年に本数削減と運行区間の短縮により急行「つやま」となった際、キハ58形やキロハ28形は引き続き使用されたが、本形式は廃車となった。

### JR四国の改造車
急行用アコモ改善車
快適性向上のため座席をバケットシート化したもので、塗装はJR四国標準色のクリームと水色に変更。39両に改造施工されたが、改番は行われていない。
1998年3月14日のダイヤ改正で「よしの川」がキハ185系に置き換えられたため急行運用は消滅したが、その後も主にキハ58・28とユニットを組む形で普通用として残存した。
編成を組むJR四国所属のキハ58・28のうち過去には転換クロスシート・回転クロスシート・回転リクライニングシート設置改造車が存在したほか、2008年時点では一部にロングシート設置改造車があるが、本形式には同種の改造が行われた車両はない。
ワンマン運転対応の1000系列気動車の導入および予讃線の電化によって転属したキハ47により淘汰されるようになり、2008年10月をもって定期運転を終了。2009年3月31日付で全車廃車となった。

### JR九州の改造車
「シーサイドライナー」・「くまがわ」用改造車
JR九州発足後から「由布」「火の山」「えびの」などで運用される気動車急行用車両は快適性向上のため、キハ58系と共に回転リクライニングシート化もしくは回転クロスシート化改造が15両に施工された。塗装も上半分白色、下半分ベージュ色にオレンジ色の細帯が入る「九州急行色」と呼ばれる専用の物に変更された。
後に「くまがわ」を除く急行廃止でこれらの車両の一部は快速「シーサイドライナー（以下SSL）」にも転用された。
- 登場当初の「SSL」は青3号に類似した濃い青色の塗装を採用したが、早期に「くまがわ」と共通のスカイブルーに変更となりそれぞれのロゴが入る。

「くまがわ」は特急列車への格上げに伴い、「SSL」は長崎運輸センターに転入したキハ66・67形やキハ200系と交代で廃車された。

## ジョイフルトレインへの改造車
国鉄時代の改造車を含め、JR各社の地域区分に準じて解説する。

### 西日本地区のジョイフルトレイン
| 「ゆぅトピア」 |  | 485系「雷鳥」との併結運転 |
| 「ゆぅトピア」 |  | 485系「雷鳥」との併結運転 |

#### 「ゆぅトピア」
「ゆぅトピア」は1986年に七尾線直通の不定期特急「ゆぅトピア和倉」に使用するため松任工場（現・金沢総合車両所）で改造された2両編成である。グリーン車への格上げにより、形式はキロ65形に改められ、車両番号はトイレ付きが1、トイレなしが1001となった。これは国鉄時代、キハ65形に対する形式番号の変更をともなう唯一の改造例である。
先頭部は、キハ59形「アルファコンチネンタルエクスプレス」に準じた形態の高床式の前面展望式に改造、側窓は固定化された。座席もフルリクライニングシートに交換された。
大阪 - 金沢間でエル特急「雷鳥」と併結して120 km/h走行を行うための装備を設けている点で、485系電車との併結のためジャンパ連結器を装備した上で、密着自動連結器から密着連結器に、台車がDT39BとTR218Bにそれぞれ交換された。併結時は無動力で牽引され、ブレーキのみ協調した。単独運転時の最高速度は95 km/hのままである。塗装は青と白に金の斜線を採用した。
分割民営化時にはJR西日本に承継され、引き続き七尾線への直通列車用車両として使用されていたが、七尾線が電化されたことで電車による直通運転が可能となったことから「ゆぅトピア和倉」は廃止された。その後、本車両は団体臨時列車用に転用されたが、運用中の車両故障がきっかけで1995年3月に廃車された。
- キハ65 510・71→キロ65 1・1001

#### 「ゴールデンエクスプレスアストル」
| ゴールデンエクスプレス アストル |  | アストル代走による「ゆぅトピア和倉」 |
| ゴールデンエクスプレス アストル |  | アストル代走による「ゆぅトピア和倉」 |

前出の「ゆぅトピア」の予備および団体臨時列車用として、JR西日本で1987年に改造されたジョイフルトレインが「ゴールデンエクスプレスアストル」である。形式は「ゆぅトピア」同様キロ65形に改められ、トイレ付きが551、トイレなしが1551に改番された。
基本的な構成や機能は「ゆぅトピア」に準じるが、角に丸みが付けられ、展望室部分の側窓も屋根肩部に達する曲面ガラスを採用した。こちらは団体向け臨時列車に重点を置いたために、中間車に半室ラウンジカーとして、キロ29形を挟んでいる点が大きく異なる。
塗装はゴールドと白に青とピンクの帯が入っていたが、オレンジと白に変更されている。
2006年11月に臨時快速「ありがとうアストル」が金沢 - 猪谷間にて運転され、同年12月に運用を離脱した。
- キハ65 78・514→キロ65 551・1551

#### 「エーデル丹後」
| エーデル丹後 |  | 「北近畿」との併結運転 |
| エーデル丹後 |  | 「北近畿」との併結運転 |

福知山線の電車特急「北近畿」との併結運転改造が施工された車両で、1988年に鷹取工場で改造された。福知山から宮福鉄道（のちに北近畿タンゴ鉄道、現在は京都丹後鉄道）宮福線に乗入れる臨時特急「エーデル丹後」として運用された。
展望室部分は角が完全になくなり、側面の窓は階段状の座席に合うように台形にされた。それ以外の部分の窓も座席配置に合わせて拡大され、展望性が向上している。前2車がグリーン車であったのに対し、こちらは普通車であるのが大きく異なるが、特急として運用されるため座席は回転リクライニングシートに交換され、塗装は白にピンクと水色のラインを採用した。
本形式だけで編成を組むため1両にトイレが取り付けられ、車両番号はトイレ付きが601、トイレなしが1601に改番された。後に中間車を兼ねるシュプール&リゾート用改造車が落成している（詳細は後述）。
北近畿タンゴ鉄道への乗り入れ用として使われた後、「タンゴディスカバリー」（北近畿タンゴ鉄道KTR8000形気動車）に役目を譲り、波動輸送用に転用されたが2010年3月31日付で廃車となった。
- キハ65 511・512→キハ65 601・1601

#### 「シュプール&リゾート」
| シュプール&リゾート第1編成 |  | シュプール&リゾート第2編成 |
| シュプール&リゾート第1編成 |  | シュプール&リゾート第2編成 |

冬期の「シュプール号」に使用するため、1989年に改造された車両である。シーズン以外は臨時列車としての使用が考慮され、電車との併結機能も備える。また、多客時は「エーデル丹後」の中間車となることを前提としたため「エーデル丹後」と同様の機器類を搭載するものの、前面は貫通式のままとなっており側窓の拡大も行なわれていない。そのため、新たな番号区分がされた。
前面では、前照灯の移設（元の種別表示窓の部分に3灯）や助士席側窓の拡大が行われており、印象は変化している。塗装は第1編成が白に水色とライトグリーンのライン、第2編成が白に黄と水色のラインで連結時に統一感が出るように配慮されている。610番台車は冷房電源が取り外された。
2編成4両が本グループに属するが、第2編成となった612・1612の走行装置は改造当初は後述の「エーデル鳥取」と同仕様の712・1712で、1990年の改造により現番号となった。
2010年9月14日に全車が米子に回送され、同年10月15日付で全車廃車となった。
- キハ65 81・85→キハ65 611・1611
- キハ65 513・515→キハ65 712・1712→キハ65 612・1612

#### 「エーデル鳥取」

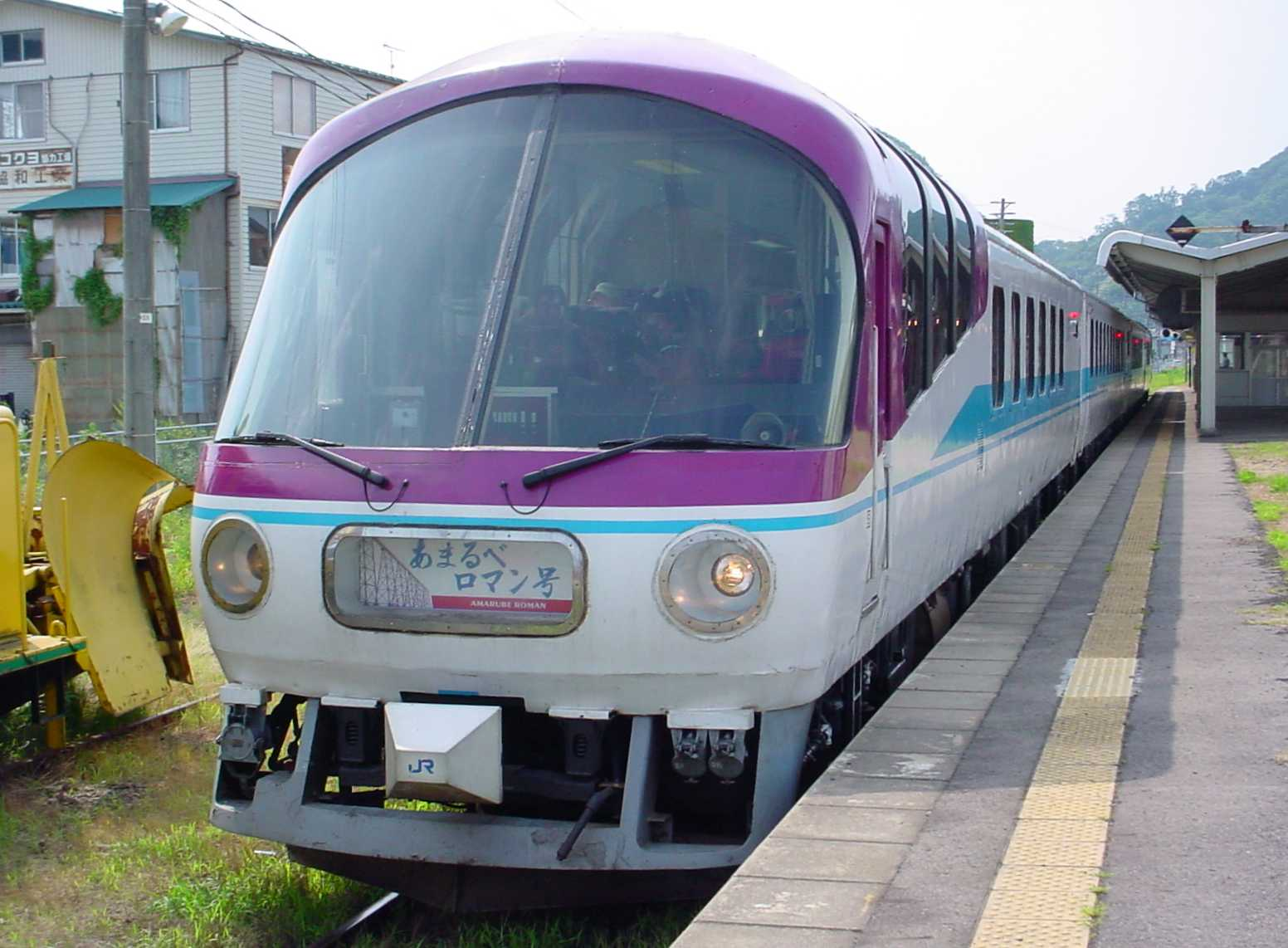
エーデル鳥取・展望車

1988年、山陰本線城崎駅（現・城崎温泉駅）以西の非電化区間への直通運転用に改造された車両が「エーデル鳥取」で、外観は「エーデル丹後」に準じるが、こちらは単独運転をすることとなり、電車連結改造はなされていない。
5両が改造されたが、このうち展望室が取り付けられたのは2両のみで、残りは原形前面のままで中間車代用とされた。塗装は白に水色のラインで展望部のみが赤色。連結器だけは密着式に取り替えられており、「エーデル丹後」や「シュプール&リゾート」と連結することもある。
車両番号の付番は「エーデル丹後」・「シュプール&リゾート」を踏襲しているが700番台となり、以下の構成となった。
- 展望室・トイレ付き→701
- 展望室付き・トイレなし→1701
- トイレ付き中間車→711
- トイレなし中間車→1711
- トイレ付き冷房電源搭載中間車→721

エーデル運用消滅後も団体輸送用や余部橋梁観覧の観光列車「あまるべロマン号」で運用されたが、721は2004年に、701・1701は2010年3月31日付で廃車となった。2010年5月20日に711・1711が後藤総合車両所に回送され、同年9月22日付で廃車された。
- キハ65 79・516・501・86・19→キハ65 701・711・721・1701・1711

#### 「エーデル北近畿」
| エーデル北近畿・展望車 |  | エーデル北近畿・原形前面車 |
| エーデル北近畿・展望車 |  | エーデル北近畿・原形前面車 |

1989年に「エーデル鳥取」の増強と「北近畿」の運転区間延長のために鷹取工場で改造された車両が「エーデル北近畿」である。
塗装は「エーデル鳥取」の塗色を反転したもので、展望室まわりが青、帯が赤を採用した。車体の改造は、「エーデル鳥取」に準じる。走行機器は全く改造されておらず、最高速度は95 km/hのままである。連結器は原形の小型密着自動連結器のまま存置されており、600番台・700番台の各車との連結はできない。そのため、後にキハ58形「砂丘」用と同等の改造を施工した増結用のキハ58 7301を編入しエーデル廃止まで運用された。
車両番号は、以下に示す構成となった。
- 展望室・トイレ付き→801
- 展望室付・トイレなし→1801
- トイレ付き中間車→811・812
- トイレなし中間車→1811・1812

種車は、JR西日本が保有していたキハ65形すべてを合わせても所要数が足りずに不足分をJR四国から購入しており、その中にはトップナンバーの1も含まれる。

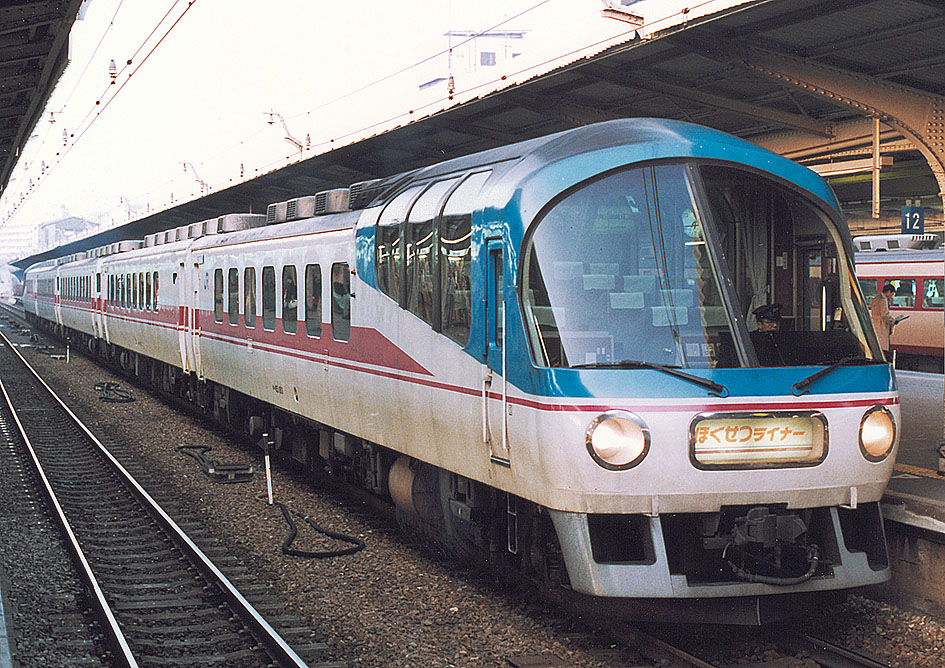
「ほくせつライナー」

一時期、座席定員制列車「ほくせつライナー」に投入されていた（大阪行きのみ）こともあり、正面運転台真下の愛称表示器部分が容易に変更できるよう、バス汎用品を使用した電動式に改造された。
エーデル運用終了後は、夜行急行「だいせん」に転用され、通常期は3両程度で運用に就いていたが、2004年10月16日のダイヤ改正で「だいせん」が廃止。その後全車が廃車された。
- キハ65 1・82・5・6・9・76→キハ65 801・811・812・1801・1811・1812

### 九州地区のジョイフルトレイン

#### 「ゆふいんの森（I世）」
「ゆふいんの森（I世）」は1989年に改造。車体は完全に新造のものに取り替え、台車など機器類のみを流用している。そのため、一見で元本形式が種車であることを識別することは困難である。「ゆふいんの森」は4両編成だが本形式を種車とするものは先頭車のキハ71形2両で、中間車キハ70形2両はキハ58形からの改造となっている。
2003年に速度向上とエンジンの老朽化のために機関換装工事が施工された。詳しくはJR九州キハ71系気動車の項目を参照のこと。台車のみであるが、2018年現在、日常的に運用される最後のキハ65形を由来とする車両となっている。
- キハ65 51・19→キハ71 1・2

#### 「TORO-Q」
2003年に久大本線由布院 - 南由布間および由布院 - 大分間で運行が開始されたトロッコ列車の牽引用としてキハ58 569と共に改装され、「TORO-Q」となった。トロッコ車に改造されたトラ70000形と編成を組成と外部は濃緑で列車名のロゴが入る。キハ58 569が元「SSL」車を種車とするのに対し、本形式は一般車を種車としており内装に相違がある。
2009年11月29日の運転をもって運行を終了。その後は小倉工場（現・小倉総合車両センター）で国鉄色に塗り替えられ 、復活急行シリーズなどのイベント運用に充当。車両検査期限切れのため2010年8月29日の「ファイナルひかり」を最後に運用離脱。
2013年6月5日にキハ58 569と共に小倉総合車両センターへ回送。同年6月24日付で廃車後に解体され本形式は形式消滅した。
前述のTORO-Q用36のほかにキハ58系とユニットを組む形でジョイフルトレインに改造された車両も存在するが、既に廃車となっている。

#### 「サルーンエクスプレス」
サルーンエクスプレス
- キハ65 502→キハ65 7001

#### 「ジョイフルトレイン長崎」→「ジョイフルトレイン熊本」
ジョイフルトレイン長崎→ジョイフルトレイン熊本
- キハ65 12→キハ65 7002

#### 「ふれあいGO」
ふれあいGO
- キハ65 57→キハ65 8001

#### 「サウンドエクスプレスひのくに」
サウンドエクスプレスひのくに
- キハ65 61
  - 車番変更なし。1986年改造。1994年一般車に再改造。

## 保存車
キハ65 34 - 四国鉄道文化館南館で静態保存
JR四国に最後まで在籍していた車両で、JR四国から西条市に貸与され四国鉄道文化館に2008年11月23日から2009年1月3日まで公開展示された。廃車後の同年5月23日には多度津工場一般公開時にも展示された。同車はその後も多度津工場で保管されたのち、2014年7月20日から現在地で展示。